# گبی بارت
گبی بارت (انگلیسی: Gabby Barrett؛ زادهٔ ۵ مارس ۲۰۰۰) خواننده اهل ایالات متحده آمریکا در سبک موسیقی کانتری است. وی از سال ۲۰۱۸ میلادی تاکنون مشغول فعالیت بوده‌است.